# Вторичная структура
Вторичная структура — конформационное расположение главной цепи (англ. backbone) макромолекулы (например, полипептидная цепь белка или цепи нуклеиновых кислот), независимо от конформации боковых цепей или отношения к другим сегментам. В описании вторичной структуры важным является определение водородных связей, которые стабилизируют отдельные фрагменты макромолекул.

## Вторичная структура белка

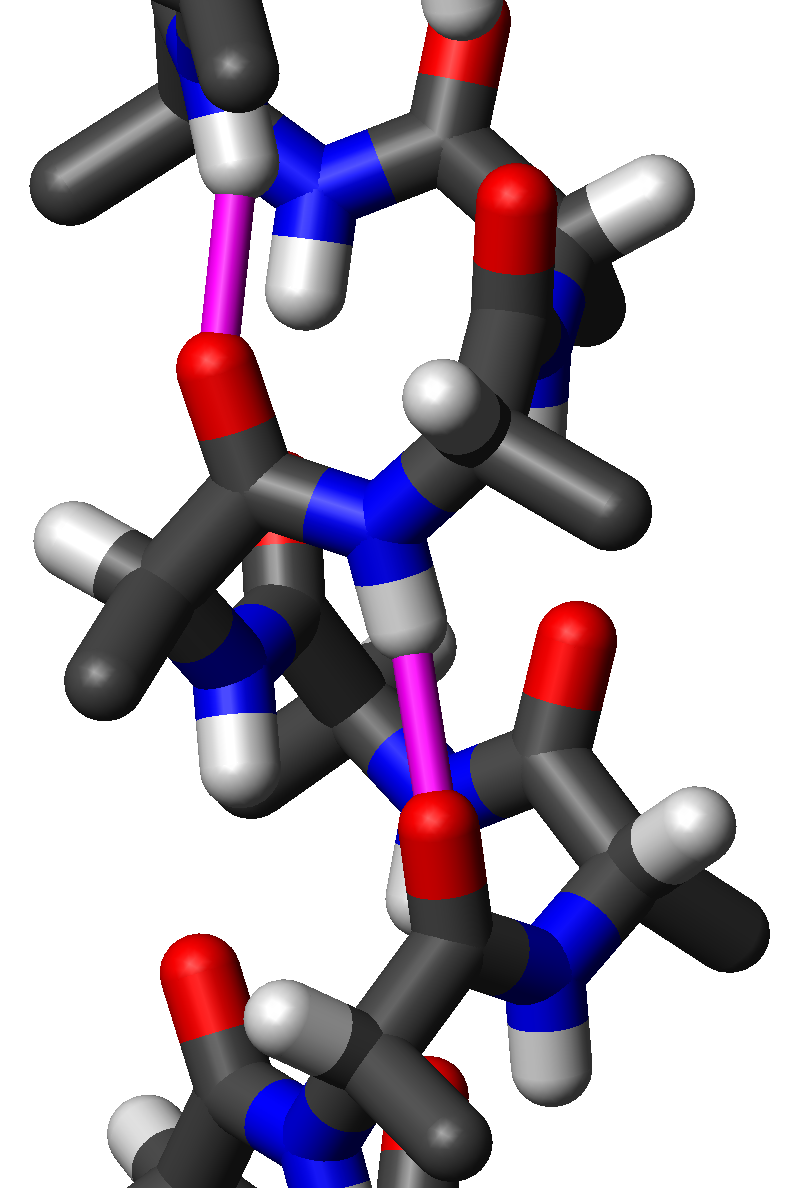
Альфа-спираль, состоящая из остатков аланина, вид сбоку. Водородные связи обозначены пурпурным цветом

Втори́чная структу́ра белка́ — пространственная структура, образующаяся в результате взаимодействия между функциональными группами пептидного остова.

### Регулярные вторичные структуры
Регулярными называются вторичные структуры, образованные аминокислотными остатками с одинаковой конформацией главной цепи (углы φ и ψ), при разнообразии конформаций боковых групп. 
К регулярным вторичным структурам относят:
- спирали, которые могут быть левозакрученными и правозакрученными с разным периодом и шагом. Большинство спиральных структур в полипептидных цепях поддерживается внутримолекулярными водородными связями. Водородная связь при этом образуется между карбонильной группой одного аминокислотного остатка и аминогруппой другого, лежащего ближе к N-концу полипептида[2]. Разные типы спиралей описываются цифровой записью вида ab, где a — номер по цепи аминокислотного остатка, который предоставляет аминогруппу для формирования водородной связи, b — количество атомов в цикле, замкнутом водородной связью. К спиральным структурам, которые встречаются в белках, относятся:
  - α-спираль, или спираль 413, — самая распространённая в белках вторичная структура. Данная спираль характеризуется плотными витками вокруг длинной оси молекулы, один виток составляет 3,6 аминокислотных остатка, и шаг спирали составляет 0,54 нм[3] (так что на один аминокислотный остаток приходится 0,15 нм), спираль стабилизирована водородными связями между H и O пептидных групп, отстоящих друг от друга на 4 звена. Спираль построена исключительно из одного типа стереоизомеров аминокислот (L). Хотя она может быть как левозакрученной, так и правозакрученной, в белках преобладает правозакрученная. Спираль нарушают электростатические взаимодействия глутаминовой кислоты, лизина, аргинина. Расположенные близко друг к другу остатки аспарагина, серина, треонина и лейцина могут стерически мешать образованию спирали, остатки пролина вызывают изгиб цепи и также нарушают α-спирали.
  - 310-спираль — очень «тугая» спираль, в сечении имеет форму треугольника, в белках встречается в основном её правая форма, и то только в виде 1-2 витков[2].
  - π-спираль, или спираль 516, — спираль с широкими витками, в результате в центре спирали остаётся пустое пространство. В белках встречается редко, обычно не более одного витка.
- β-листы (β-структура, складчатые слои) — несколько зигзагообразных полипептидных цепей, в которых водородные связи образуются между относительно удалёнными друг от друга (0,347 нм на аминокислотный остаток[3]) в первичной структуре аминокислотами или разными цепями белка, а не близко расположенными, как имеет место в α-спирали. Полипептидные цепи в составе β-листов могут быть направлены N-концами в противоположные стороны (антипараллельная β-структура), в одну сторону (параллельная β-структура), также возможно существование смешанной β-структуры (состоит из параллельной и антипараллельной β-структуры)[2]. Для образования β-листов важны небольшие размеры боковых групп аминокислот, преобладают обычно глицин и аланин. β-структура является второй по частоте встречаемости в белках после α-спирали.
- полипролиновая спираль — плотная левая спираль, которая стабилизирована Ван-дер-Ваальсовыми взаимодействиями, а не системой водородных связей. Такая структура формируется в полипептидных цепях, богатых пролином, где формирование насыщенной системы водородных связей по этой причине невозможно. Полипролиновая спираль типа poly(Pro)II реализуется в коллагене, при этом три левых полипролиновых спирали перевиваются в правую суперспираль, которая стабилизируется водородными связями между отдельными цепями[2].

### Нерегулярные вторичные структуры
Нерегулярными называют стандартные вторичные структуры, аминокислотные остатки которых имеют разную конформацию главной цепи (углы φ и ψ). К нерегулярным вторичным структурам относят:
- повороты — нерегулярные участки полипептидной цепи, которые обеспечивают поворот её направления на 180°. Если участок, обеспечивающий поворот, достаточно длинный, используется термин «петля». В 1968 году при описании поворотов из минимально возможного числа аминокислотных остатков (4) Венкатачалам ввёл для них термин «β-изгиб»[4]. Также существуют повороты из 4, 5 и 6 аминокислотных остатков.
- полуповороты, или переходы, — нерегулярные участки полипептидной цепи, которые обеспечивают поворот её направления на 90°. Минимальный полуповорот состоит из 3 аминокислотных остатков.

## Вторичная структура ДНК

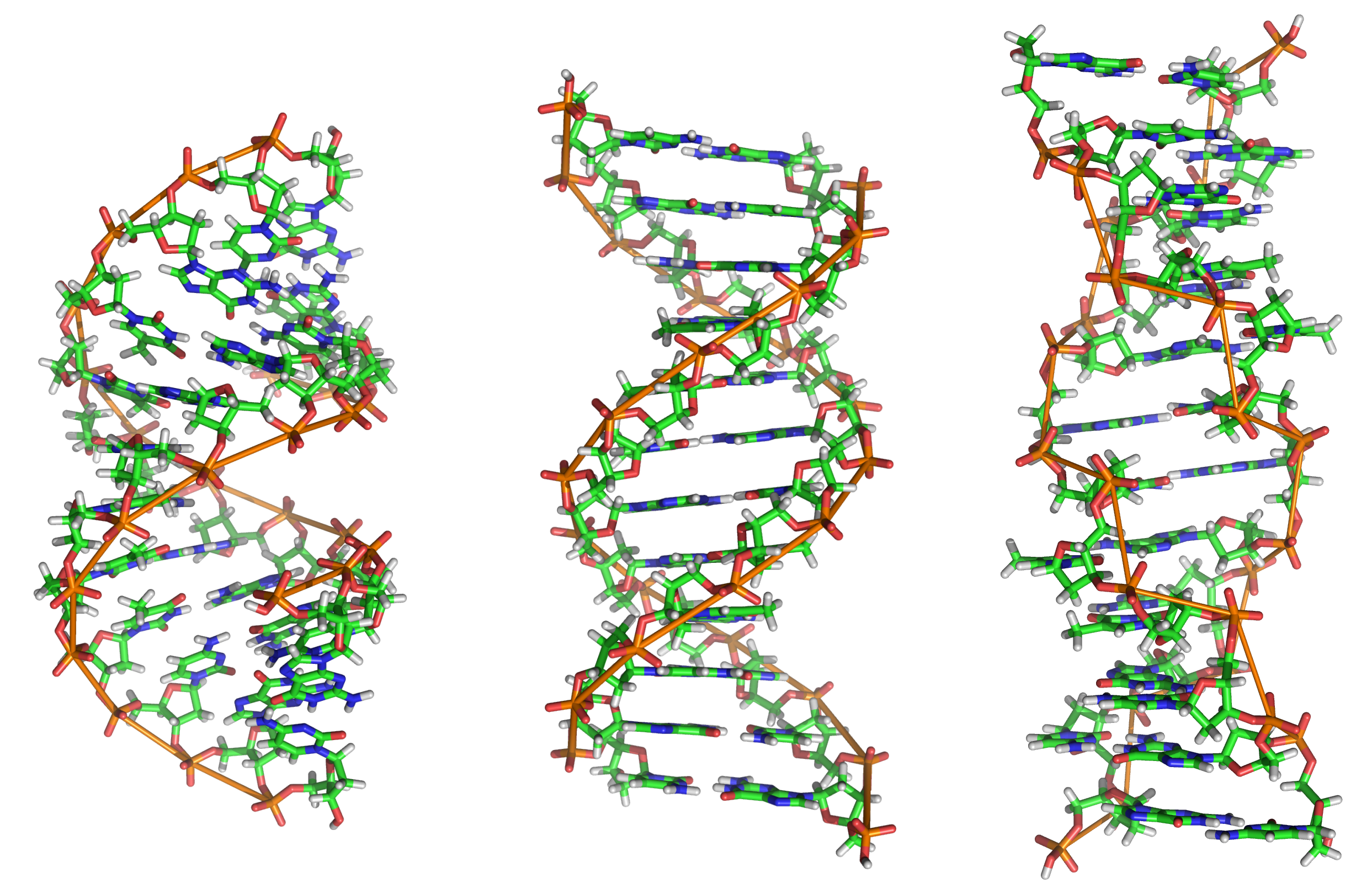
Разные формы ДНК: A, B и Z (слева направо)

Наиболее распространённой формой вторичной структуры ДНК является двойная спираль. Эта структура образуется из двух взаимно комплементарных антипараллельных полидезоксирибонуклеотидных цепей, закрученных относительно друг друга и общей оси в правую спираль. При этом азотистые основания обращены внутрь двойной спирали, а сахарофосфатный остов — наружу. Впервые эту структуру описали Джеймс Уотсон и Френсис Крик в 1953 году.
В формировании вторичной структуры ДНК участвуют следующие типы взаимодействий:
- водородные связи между комплементарными основаниями (две между аденином и тимином, три — между гуанином и цитозином);
- стэкинг-взаимодействия;
- электростатические взаимодействия;
- Ван-дер-Ваальсовы взаимодействия.

В зависимости от внешних условий параметры двойной спирали ДНК могут меняться, причём иногда существенно. Правоспиральные ДНК со случайной нуклеотидной последовательностью можно грубо разделить на два семейства — А и В, главное отличие между которыми — конформация дезоксирибозы. К В-семейству также относятся С- и D-формы ДНК. Нативная ДНК в клетке находится в В-форме. Важнейшие характеристики А- и В-форм ДНК приведены в таблице.
| Признак                                         | А-форма  | В-форма  | Z-форма                                      |
| ----------------------------------------------- | -------- | -------- | -------------------------------------------- |
| Спираль                                         | правая   | правая   | левая                                        |
| Количество пар оснований на виток               | 11       | 10       | 12                                           |
| Шаг спирали                                     | 28,6 Å   | 33,6 Å   | 45 Å                                         |
| Диаметр спирали                                 | 23 Å     | 20 Å     | 18 Å                                         |
| Угол между плоскостями оснований и осью спирали | 70°      | 90°      | 100°                                         |
| Конформация гликозидной связи                   | анти     | анти     | анти (у пиримидина), син (у пурина)          |
| Конформация дезоксирибозы                       | С3’-эндо | С2’-эндо | С2’-эндо (у пиримидина), С3’-эндо (у пурина) |

Необычная форма ДНК была открыта в 1979 году. Рентгеноструктурный анализ кристаллов, образованных гескануклеотидами вида d(CGCGCG), показал что такие ДНК существуют в виде левой двойной спирали. Ход сахарофосфатного остова такой ДНК можно описать зигзагообразной линией, поэтому этот вид ДНК было решено назвать Z-формой. Было показано, что ДНК с определённой последовательностью нуклеотидов может переходить из обычной В-формы в Z-форму в растворе высокой ионной силы и в присутствии гидрофобного растворителя. Необычность Z-формы ДНК проявляется в том, что повторяющейся структурной единицей являются две пары нуклеотидов, а не одна, как во всех других формах ДНК. Параметры Z-ДНК приведены в таблице выше.

## Вторичная структура РНК

«Стебель-петля» — элемент вторичной структуры РНК, схематично

«Псевдоузел» — элемент вторичной структуры РНК, схематично

Молекулы РНК представляют собой единичные полинуклеотидные цепи. Отдельные участки молекулы РНК могут соединяться и образовывать двойные спирали. По своей структуре спирали РНК похожи на А-форму ДНК. Однако часто спаривание оснований в таких спиралях бывает неполным, а иногда даже и не уотсон-криковским. В результате внутримолекулярного спаривания оснований формируются такие вторичные структуры, как стебель-петля («шпилька») и псевдоузел.
Вторичные структуры в мРНК служат для регуляции трансляции. Например, вставка в белки необычных аминокислот, селенометионина и пирролизина, зависит от «шпильки», расположенной в 3'-нетранслируемой области. Псевдоузлы служат для программированного сдвига рамки считывания при трансляции.
В вирусных мРНК сложные вторичные структуры (IRES) направляют трансляцию, независящую от узнавания кэпа и факторов инициации трансляции (см. «Инициация трансляции»).